# Juan Carlos Bulnes
Juan Carlos Bulnes Concha (Santiago, 1978) es un abogado, académico y político chileno, que se desempeñó como subsecretario de Bienes Nacionales, durante el primer gobierno de Sebastián Piñera entre febrero de 2011 y marzo de 2014. Desde 2016 ejerce su profesión en el estudio jurídico Larraín y Asociados.

## Familia y estudios
Realizó sus estudios superiores en la carrera de derecho en la Pontificia Universidad Católica (PUC), egresando como abogado en 2007, y luego cursó un máster en derecho (LL.M) de la Universidad de California, Estados Unidos; recibiendo además, la beca Boalt Hall School of Law. Ese mismo año trabajó como asociado extranjero en Stikeman Elliott LL.P., en Montreal, Canadá.
Está casado desde 2003 con Alejandra Sahli Lecaros, hija de Luis Felipe Sahi Cruz y Graciela Lecaros Menéndez.

## Trayectoria profesional
Ha ejercido su profesión en el estudio jurídico Larraín y Asociados, donde ha desarrollado una carrera especializada en el régimen jurídico de inmuebles, incluyendo bienes fiscales, bienes nacionales de uso público y bienes de propiedad privada, y ha participado activamente en el sistema de concesiones de obras públicas y su relación con los bienes de propiedad privada.
Por otra parte, ha trabajado para bancos y similares empresas financieras en temas de estudios de títulos, transferencias y transmisión de bienes.
En el ámbito académico, ha ejercido como profesor de las universidades Católica de Chile en 2005 y de los Andes entre 2008 y 2010, donde dictó los cursos de personas naturales y jurídicas, derecho civil, responsabilidad extracontractual y derecho de la empresa.

## Trayectoria política
Políticamente independiente, bajo el primer gobierno del presidente Sebastián Piñera en febrero de 2011, fue designado como subsecretario del Ministerio de Bienes Nacionales (MBN), ejerciendo el cargo hasta el final de la administración en marzo de 2014. Durante ese periodo integró, como ministro subrogante (s), diversos Comités Interministeriales, incluyendo la Comisión Nacional de Uso del Borde Costero (CNUBC), la Corporación Nacional de Desarrollo Indígena (CONADI), el Comité de Ministros del Turismo y el Comité de Ministros de Infraestructura Ciudad y Territorio (COMICYT).